# Kamienica przy ulicy św. Mikołaja 10 we Wrocławiu
Kamienica przy ulicy św. Mikołaja 10 – zabytkowa kamienica o średniowiecznym rodowodzie znajdująca się przy ul. św. Mikołaja 10 we Wrocławiu. 

## Historia kamienicy
Pierwsza zabudowa posesji nr 10 datowana jest na późne średniowiecze. W 1909 roku istniejącą tu kamienice rozebrano a jej miejsce wzniesiono pięciokondygnacyjny dom handlowy o konstrukcji żelbetonowej według projektu Maxa Mathiasa cofając go z linii zabudowy. Kamienica uzyskała wówczas secesyjno-barokowy wystrój (według Harasimowicza modernistyczny).

## Po 1945 roku
Działania wojenne w 1945 roku częściowo zniszczyły kamienice wraz z jej sąsiednimi budynkami nr 8 i 9. Zespół tych trzech kamienic należał do jednych z najwcześniejszych rekonstrukcji powojennych. Zostały one odbudowane w 1953 roku według projektu Zbigniewa Politowskiego. Kamienica nr 10 została odbudowana w oparciu o detale barokowe ale w duchu ówczesnego socrealizmu a jej wnętrza dostosowano do funkcji biurowej. Kamienicę obniżono o jedną kondygnację.
W latach 2006–2011 roku kamienica, za sprawą właściciela budynku, IMN Sp. z o.o. została poddana kolejnemu remontowi. Jego projektantem był Wacław Hryniewicz.